# Festival Internacional de Cerámica de Montblanch

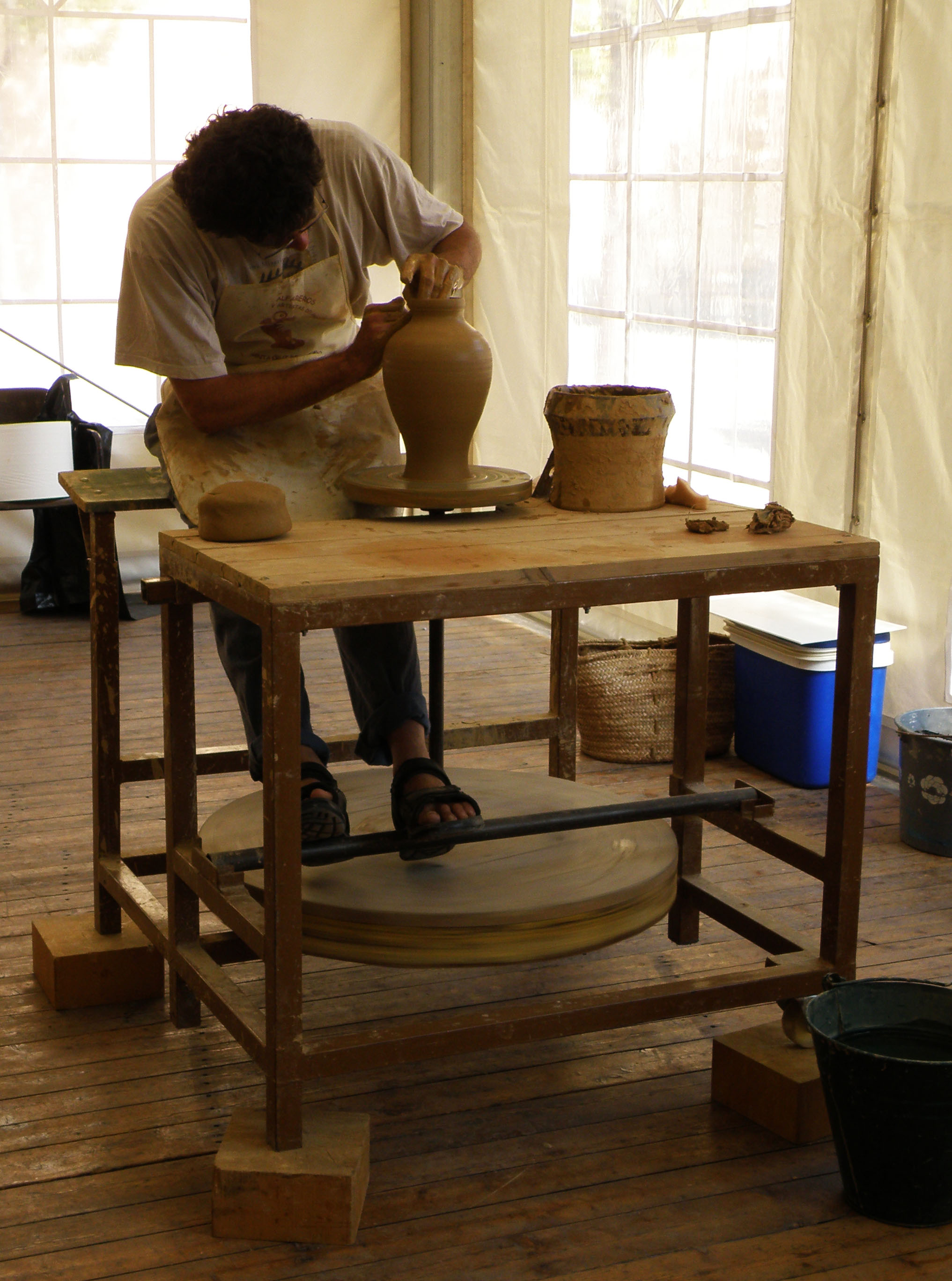
Un artesano hace una demostración en la carpa adjunta a la antigua iglesia de San Francisco de Montblanch.

El Festival Internacional de Cerámica de Montblanch o Terrània es una feria anual de alfarería y cerámica que desde 2003 se celebra en la localidad catalana de Montblanch, en la provincia de Tarragona, por iniciativa de las alfarerías locales. Reúne ceramistas de todo el mundo y el programa incluye actividades para los niños y demostraciones (torno, modelado, raku, etc.).

## Historia

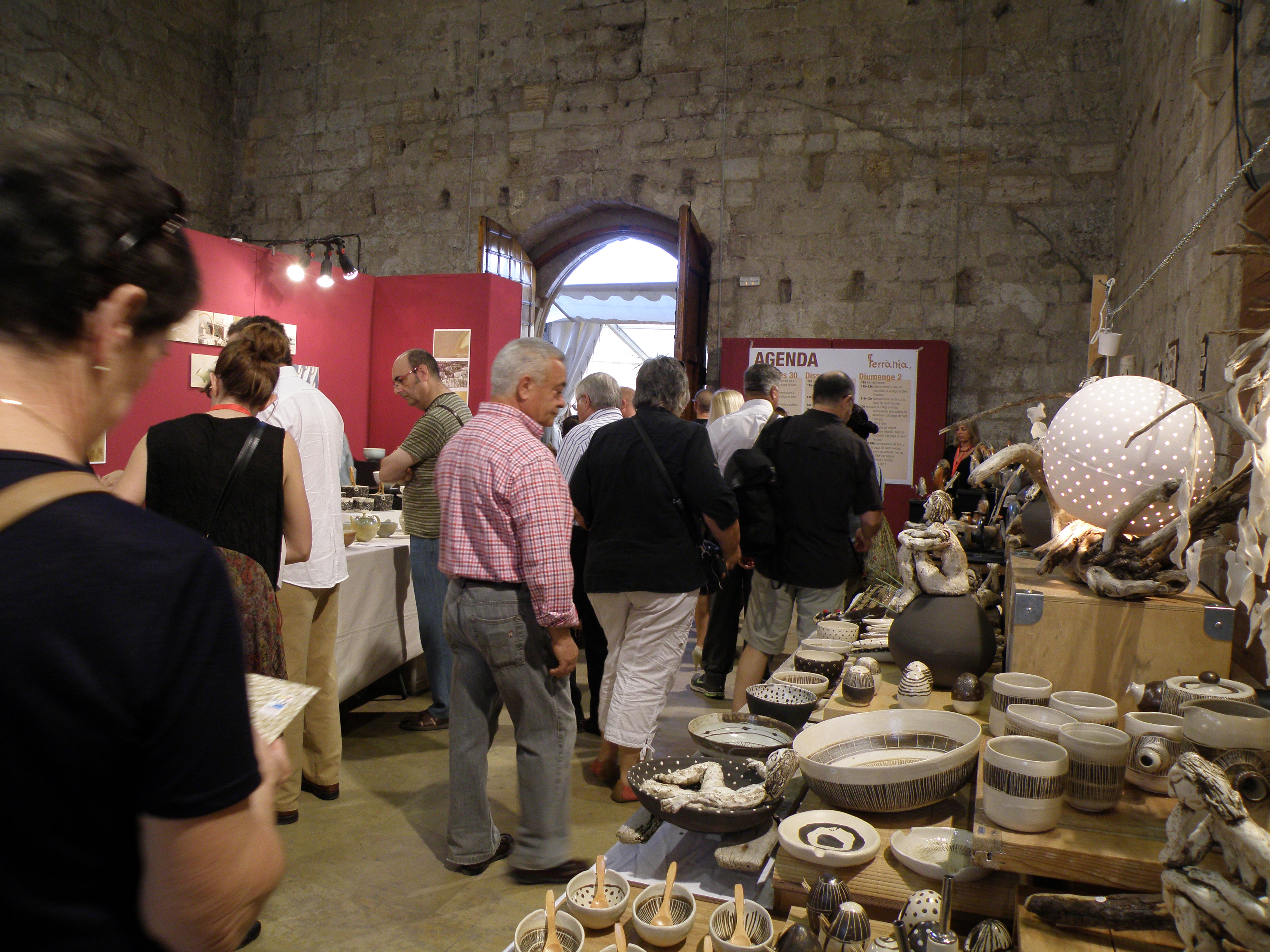
Vista del mercado de artesanos en la antigua iglesia de San Francisco.

En el año 2000 ya se había establecido un grupo importante de artesanos del barro en Montblanch. Gracias a su iniciativa y con el objetivo de hacer su obra más cercana al público tres años más tarde se celebraba el primer festival de Terrània.
La feria ha ido aumentado su popularidad de forma progresiva. Ya en 2005 (la tercera edición) contaba con la retransmisión en directo de sus actos a través de radio y televisión.
Tabla con cifras de la participación de artesanos según la página web oficial:
| Edición              | Días de celebración               | Lugar de origen y nombre de los artistas                                                                 |
| -------------------- | --------------------------------- | --- |
| VIIa edición (2009)  | 25, 26 y 27 de septiembre         | Cataluña 18, resto de España 6, Francia 6, Alemania 3, Inglaterra 2                                      |
| VIIIa edición (2010) | 24, 25 y 26 de septiembre         | Cataluña 21, resto de España 1, Francia 6, Alemania 2, Inglaterra 2, Marruecos 1, Portugal 1, Lituania 1 |
| IXa edición (2011)   | 30 de setiembre, 1 y 2 de octubre | Cataluña 17, resto de España 8, Francia 5, Chequia 1, Inglaterra 2, Italia 1                             |